# Operazione Vespri siciliani
L'operazione Vespri siciliani fu un'operazione di polizia svoltasi dal 25 luglio 1992 all'8 luglio 1998 dalle Forze Armate Italiane in Sicilia, così intitolata perché ispirata al nome della rivolta popolare del XIII secolo denominata appunto Vespri siciliani.
In tutta l’Operazione si sono avvicendati circa 150.000 militari dell'Esercito Italiano, di cui 12.500 ufficiali, 12.500 sottufficiali e 125.000 militari di truppa.

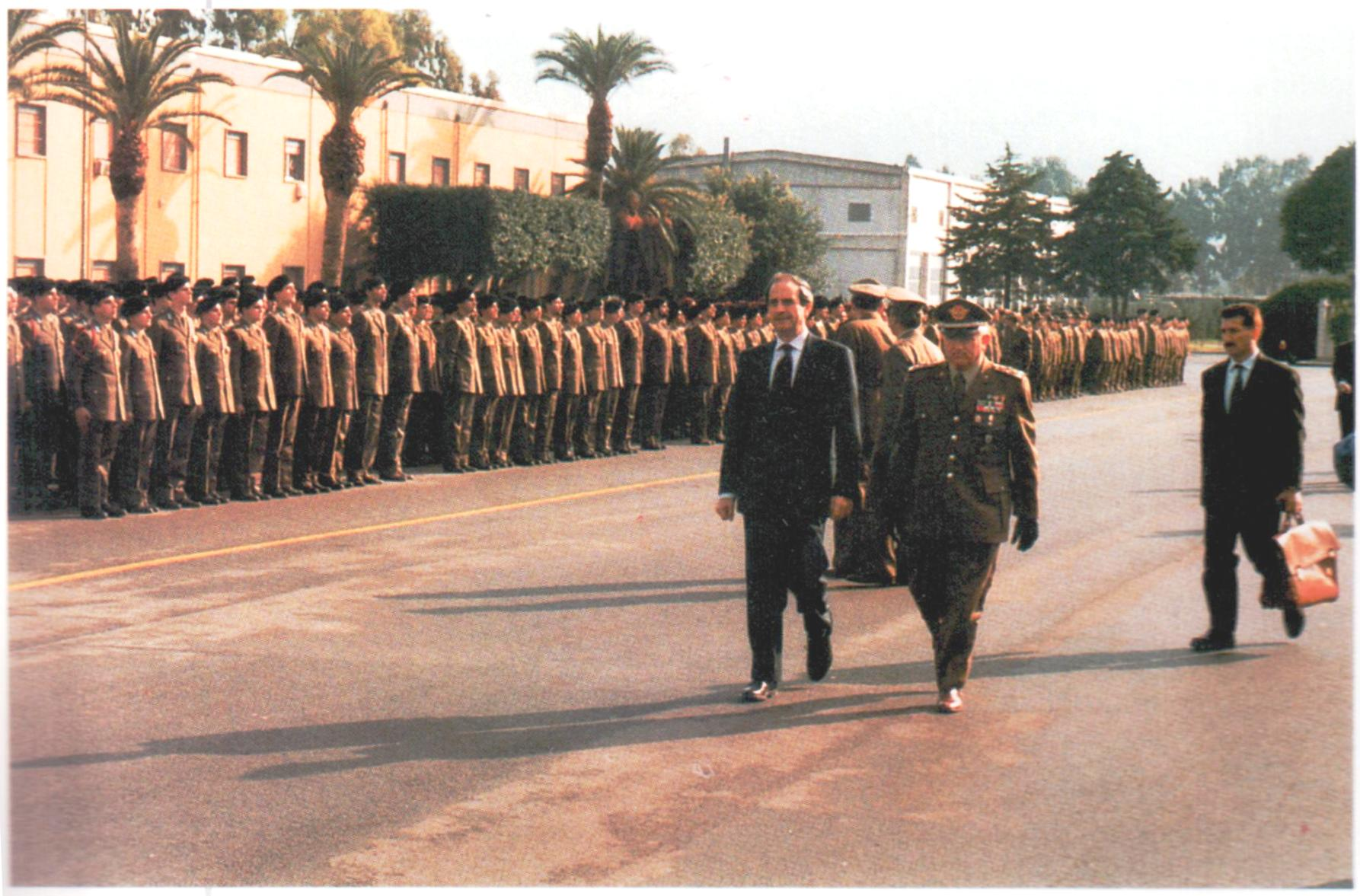
L'allora Ministro della Difesa Salvo Andò passa in rassegna le Truppe impegnate nell'operazione Vespri siciliani

## Storia

### Antefatti
La presenza dell'esercito in Sicilia fu resa necessaria in appoggio alle normali forze di polizia dopo la tragica serie di eventi che insanguinarono l'isola nel 1992, come l'attentato mafioso che aveva provocato la morte del giudice Giovanni Falcone, ucciso con la sua scorta nell'attentato del 23 maggio denominato strage di Capaci.
Circa due mesi dopo fu seguito da un altro attentato dinamitardo, che provocò la morte del giudice Paolo Borsellino e della sua scorta avvenuto il 19 luglio, conosciuto come strage di via d'Amelio.
Un parziale tentativo di impiego di militari con compiti di ordine pubblico fu attuato qualche giorno prima, per un breve periodo in Sardegna con l'operazione denominata "Forza Paris" (luglio 1992), in occasione del rapimento di Farouk Kassam, ma si era trattato più che altro di un addestramento a pattugliamenti e rastrellamenti in ambienti impervi, possibile rifugio dei fuorilegge.

### Svolgimento dell'operazione
Si trattò del primo intervento in grandi forze, per ragioni di ordine pubblico, effettuato dalle Forze Armate italiane nel dopoguerra, e fu anche il più consistente numericamente. Fu composto in gran parte da militari di leva.
L'invio dell'Esercito italiano venne deciso il 24 luglio 1992 dal consiglio dei ministri presieduto da Giuliano Amato, con il Decreto-legge "Misure urgenti per contrastare la criminalità organizzata in Sicilia" n. 349 del 25 luglio 1992, che autorizzava l'uso dei militari per operazioni di sicurezza e controllo del territorio e di prevenzione di delitti di criminalità organizzata, e conferiva al personale militare alcune funzioni proprie della qualifica di ufficiali e agenti di pubblica sicurezza.
Il governo ebbe il via libera dal Parlamento (dopo accesi dibattiti parlamentari), e il Capo di Stato Maggiore dell'Esercito, generale Goffredo Canino, concordò con il capo della Polizia, il prefetto Vincenzo Parisi, le modalità operative di intervento, tra cui il controllo delle postazioni fisse. Il coordinamento fu affidato ai singoli Comitati provinciali per l'ordine e la sicurezza, guidati dai prefetti, cui fu prevista la partecipazione di un ufficiale dell'Esercito.

Il 25 luglio 1992 i primi reparti impiegati furono quelli di stanza a Palermo, con 120 soldati del 46º Battaglione trasmissioni "Mongibello" di stanza alla Caserma Turba. Alla Brigata Aosta già di stanza in Sicilia, si aggiunse, a partire dal 26 luglio, la brigata paracadutisti Folgore.
Il 14 agosto operavano in Sicilia oltre 8.000 militari: 1.000 paracadutisti della Brigata Folgore e 500 lancieri del 6º Gruppo Squadroni Lancieri di Aosta a Palermo; 1.800 alpini della Brigata Julia a Enna, Ragusa e Siracusa; 1.500 soldati della Brigata Aosta a Catania e Messina; 800 bersaglieri del 23º Battaglione bersaglieri "Castel di Borgo" e altri 1.500 soldati della Brigata Aosta a Trapani, mentre 1.800 soldati della Brigata Friuli ad Agrigento e Caltanissetta. Militari che svincolavano da tutta una serie di servizi i 24.000 uomini delle forze dell'ordine in servizio in Sicilia.
Nel 1994 in turni di 6.200 uomini, avevano già prestato servizio 45.000 militari dell'Esercito, appartenenti a quattordici diverse Brigate, scesi nel 1996 a 4.200. Fu utilizzata anche l’Aviazione dell'Esercito per il controllo del territorio, che effettuò 2.966 ore volo di elicotteri.
A partire dal febbraio del 1998 sono poi iniziate le operazioni per la sostituzione dei reparti militari con le forze di polizia. Nel giugno del 1998, gli ultimi reparti militari di stanza fuori dall'isola, lasciavano i presidi di Catania e Palermo, decretando, di fatto, il termine dell’operazione. Ai Militari ed Ex Militari partecipanti è riconosciuta la Croce commemorativa per la pubblica sicurezza

### Compiti
- Trasferimento dei principali mafiosi detenuti dal carcere di Palermo ad altri istituti di pena italiani
- Protezione delle persone impegnate in prima linea nella lotta contro la criminalità organizzata
- Rete di sorveglianza fissa e mobile per la protezione di obiettivi sensibili
- Perquisizioni, pattugliamento dei quartieri cittadini e rastrellamento del territorio
- Istituzione posti di blocco sulle strade di tutta l'isola

### Bilancio

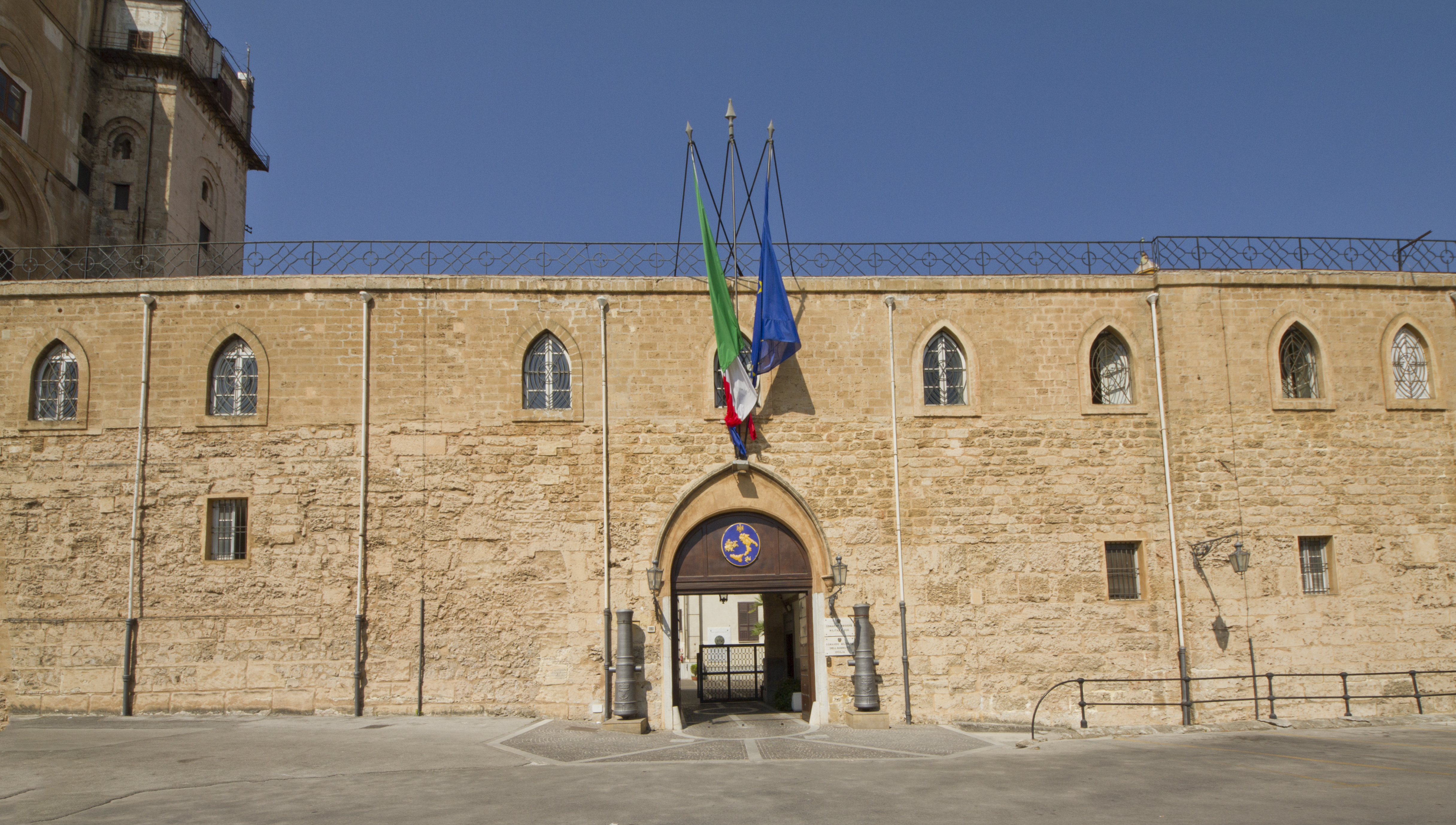
La sede del Comando a Palermo

L'operazione colpì duramente l'operatività della attività "militare" di Cosa nostra e contribuì all'arresto di numerosi boss: Giuseppe Madonia (1992), Salvatore Riina, Salvatore Biondino, Raffaele Ganci, Calogero Ganci, Benedetto Santapaola, Francesco Onorato (1993), i fratelli Graviano (1994), Vittorio Mangano, Leoluca Bagarella, Francesco Giuliano (1995), Salvatore Biondo, Giuseppe Monticciolo, Giovanni Brusca, Enzo Salvatore Brusca, Giovanni Riina (1996), Michele Mercadante, Pietro Aglieri, Salvatore Grigoli e Gaspare Spatuzza (1997).
I militari effettuarono o parteciparono a:
- 1.647 rastrellamenti;
- 21.512 attività di pattugliamento;
- 39.014 posti di blocco stradali;
- 62.847 controlli di edifici;
- 665.407 controlli agli automezzi;
- 813.439 persone identificate;
- 786 attività di cinturazione di obiettivi;
- 1.225 persone consegnate alle Autorità di P.S.;
- 168 armi e 3.113 kg di esplosivo sequestrati.

## Comandanti
Il comandante dell'operazione Vespri Siciliani era un Generale di corpo d'armata, che contemporaneamente aveva la carica di Comandante della Regione Militare Sicilia. Esercitava il controllo operativo di tutte le Unità Militari poste alle sue dipendenze.
- Gen. C.a. Paolo Cavanenghi (luglio 1992-settembre 1993)
- Gen. C.a. Mario Buscemi (settembre 1993 - gennaio 1995)
- Gen. C.a. Angelo Sion (gennaio 1995 - maggio 1996)
- Gen. C.a. Enzo Conte (maggio 1996 -1997)
- Gen. C.a. Giuseppe Bacco (1997 - giugno 1998)

## Reparti operanti
Nel corso dei sei anni hanno operato a rotazione i seguenti reparti:
Brigate
- Brigata meccanizzata "Legnano"
- Brigata meccanizzata "Pinerolo"
- Brigata meccanizzata "Aosta"
- Brigata meccanizzata "Acqui"
- Brigata paracadutisti "Folgore"
- Brigata meccanizzata "Gorizia"
- Brigata meccanizzata "Sassari"
- Brigata meccanizzata "Friuli"
- Brigata meccanizzata "Granatieri di Sardegna"
- Brigata meccanizzata "Mantova"
- Brigata di cavalleria "Pozzuolo del Friuli"
- Aviazione Leggera dell'Esercito

Reggimenti

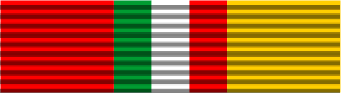
Il nastrino dell'operazione, con il tricolore circondato dal rosso e giallo, colori della Sicilia

- 1º Reggimento Fanteria Corazzato "Teulada"
- 3º Reggimento artiglieria da montagna
- 5º Reggimento artiglieria da montagna
- 2º Reggimento trasmissioni alpino
- 8º Reggimento Lancieri di Montebello
- 21º Reggimento Genio Guastatori
- 3º Reggimento bersaglieri
- 6º Reggimento Bersaglieri
- 130º Reggimento fanteria "Perugia"
- 7º Reggimento bersaglieri
- 11º Reggimento bersaglieri
- 12º Reggimento bersaglieri
- 5º Reggimento alpini
- 6º Reggimento alpini
- 7º Reggimento alpini
- 8º Reggimento alpini
- 9º Reggimento alpini
- 33º Reggimento carri
- 1º Reggimento artiglieria da montagna
- 2º Reggimento genio pontieri "Piacenza"
- Reggimento "Nizza Cavalleria" (1º)
- Reggimento "Piemonte Cavalleria" (2º)
- Reggimento "Lancieri di Novara" (5º)
- 121º Reggimento artiglieria contraerei "Ravenna"
- 2º Reggimento bersaglieri
- 11º Reggimento genio pionieri
- 21º Reggimento fanteria " Cremona"
- 131º Reggimento artiglieria "Centauro"[7]
- Reggimento "Lancieri di Firenze" (9º)
- Reggimento lagunari "Serenissima"
- 2º Reggimento genio pionieri
- 8º Reggimento artiglieria terrestre "Pasubio"
- 63º Reggimento carri "M.O. Fioritto"

Altre unità
- 1º Battaglione Carabinieri paracadutisti "Tuscania"
- 51º Battaglione Genio Pionieri "Simeto"
- 28º Battaglione bersaglieri "Oslavia"
- 3º Battaglione bersaglieri "Cernaia"
- 5º Battaglione genio pionieri "Bolsena"
- 84º Battaglione "Venezia"
- 66º Battaglione meccanizzato "Valtellina" (poi 66º Reggimento fanteria "Trieste")
- 5º Battaglione autieri "Euganeo"
- 3ª Compagnia fucilieri del 3º Reggimento missili "Aquileia"
- 2º Battaglione genio ferrovieri